# Bironides glochidion
Bironides glochidion – gatunek ważki z rodziny ważkowatych (Libellulidae).